# Asterophrys
Asterophrys – rodzaj płazów bezogonowych z podrodziny Asterophryinae w rodzinie wąskopyskowatych (Microhylidae).

## Zasięg występowania
Rodzaj obejmuje gatunki występujące endemicznie na Nowej Gwinei.

## Systematyka

### Etymologia
- Asterophrys: gr. αστηρ astēr, αστερος asteros „gwiazda”[7]; οφρυς ophrus, οφρυος ophruos „brew”[8].
- Metamagnusia: gr. μετα meta „wśród, pomiędzy”; botaniczny rodzaj Magnusia[a] Klotzsch, 1854[3]. Gatunek typowy: Metamagnusia marani Günther, 2009.
- Pseudocallulops: gr. ψευδος pseudos „fałszywy”; rodzaj Callulops Boulenger, 1888[4]. Gatunek typowy: Callulops pullifer Günther, 2006.
- Oninia: Onin – region geograficzny na północno-zachodnim krańcu półwyspu Bomberai w zachodniej części Nowej Gwinei, gdzie takson ten odkryto[5]. Gatunek typowy: Oninia senglaubi Günther, Stelbrink & von Rintelen, 2010.

### Podział systematyczny
Do rodzaju należą następujące gatunki:
- Asterophrys eurydactyla (Zweifel, 1972)
- Asterophrys foja (Günther, Richards & Tjaturadi, 2016)
- Asterophrys leucopus Richards, Johnston & Burton, 1994
- Asterophrys marani (Günther, 2009)
- Asterophrys pullifer (Günther, 2006)
- Asterophrys senglaubi (Günther, Stelbrink & von Rintelen, 2010)
- Asterophrys slateri Loveridge, 1955
- Asterophrys turpicola (Schlegel, 1837)